# Керкірська, Паксійська і Діапонтійських островів митрополія
Керкірська, Паксійська та Діапонтійських островів митрополія ( грец. Ιερά Μητρόπολις Κερκύρας, Παξών και Διαποντίων Νήσων ) — одна з найдавніших єпархій Елладської православної церкви.
Заснована не пізніше X століття на острові Керкіра з центром у місті Керкіра . Перший архієпископ Арсеній Керкірський (†953) прославлений у лиці святих.
З 1864 року, після утворення Грецької держави та передачі міста та всього острова з-під протекторату Великої Британії в дар грецькому королю Георгу I, кафедральним храмом Керкірської митрополії став Собор Панагія Спіліотиса.
До юрисдикції єпархії увійшли православні парафії та монастирі на острові Керкіра, острові Паксос та найближчих островів — Ерікуси, Офоні, Мафракі, Авліоти.

## Єпископи
- Арсеній Керкірський († 953 [1] )
- Георгий Керкірський[el]  (XII століття)
- Георгій Вардан (1219-1232) [2]
- Василий Керкірський[el]  (XV століття)
- Хрісанф (Маселлос) (1833-1848)
- Опанас (Політіс) (1848 - 29 квітня 1870)
- Антоній (Харіатіс) (1870-1881)
- Євстафій (Вулісмас) (1884-1895)
- Севастіан (Нікокавурас) (19 вересня 1899 - липень 1920)
- Афінагор (Спіру) (22 грудня 1922 - 30 серпня 1930)
- Олександр (Димоглу) (30 серпня 1930 - 1 серпня 1942)
- Мефодій (Кондостанос) (20 вересня 1942 - травень 1967)
- Полікарп (Вагенас) (26 червня 1967 - 25 березня 1984)
- Тимофій (Тривізас) (4 травня 1984 - 15 березня 2002)
- Нектарій (Довас) (з 13 жовтня 2002 року)

## Монастирі
- Монастир Святої Параскеви, жіночий [3]
- Влахернський монастир (Μονή της Βλαχέρνας Κέρκυρας)
- Платитерський монастир
- Монастир святих Феодорів. - Стратіа